# Acte d'accusation du procès de l'ordre du Temple
L’acte d'accusation du procès de l'ordre du Temple, rédigé le 12 août 1308, contient la liste exhaustive des cent vingt-sept charges pesant sur l'ordre du Temple pendant son procès.

## Contenu
Ce sont les articles sur lesquels il faut faire enquête contre l'ordre de La chevalier du Temple.
Premièrement, bien qu'ils déclarassent que l'ordre avait été saintement institué et approuvé par le Siège apostolique les frères, pendant la réception des frères dudit ordre et parfois après, observaient et commettaient ce qui suit:
Il est patent que chacun d'eux, pendant sa réception ou quelquefois après, ou dès qu'on avait l'opportunité de procéder à la réception, reniait le Christ, parfois le Christ crucifié, parfois Jésus, et parfois Dieu, et parfois la Sainte Vierge, et parfois tous les saints de Dieu, sur les injonctions et les exhortations de ceux qui le recevaient. - Item, [que] l'ensemble des frères le faisait. - Item, que la majorité [d'entre eux le faisait].
Item, [qu'ils le faisaient] aussi parfois après la réception.
Item, que ceux qui procédaient à la réception disaient et enseignaient à ceux qu'Ils recevaient que le Christ, ou parfois Jésus, ou parfois le Christ crucifié, n'est pas le vrai Dieu.
Item, qu'ils disaient à ceux qu'ils recevaient que c'était un faux prophète.
Item, qu'il n'avait pas souffert ni été crucifié pour la rédemption du genre humain, mais pour ses pêchés.
Item, que ni ceux qui recevaient, ni ceux qui étaient reçus, n'avaient l'espoir d'obtenir leur salut par Jésus, et ils disaient ceci, ou quelque chose d'équivalent ou de semblable à ceux qu'il recevaient.
Item, qu'ils faisaient cracher ceux qu'ils recevaient sur une croix, sur une représentation ou une sculpture de la croix et une image du Christ, bien que quelquefois ceux qui étaient reçus crachassent à côté.
Item, qu'ils ordonnaient parfois de piétiner cette croix.
Item, que les frères reçus piétinaient parfois cette croix.
Item, que parfois ils urinaient et piétinaient, et faisaient uriner sur cette croix, et ceci parfois le vendredi saint.
Item, que certains d'entre eux avaient coutume de se rassembler ce jour-là ou un autre jour de la semaine sainte pour lesdits piétinements et miction.
Item, qu'ils adoraient un certain chat, [qui] apparaissait parfois pendant leurs assemblées.
Item, qu'ils faisaient ceci au mépris du Christ et de la foi orthodoxe.
Item, qu'ils ne croyaient pas en le sacrement de l'autel. - Item, que quelques-uns [n'y croyaient pas]. - Item, que la majorité [n'y croyait pas].
Item, [qu'ils ne croyaient pas] non plus en les autres sacrements de l'Église.
Item, que les prêtres de l'ordre qui consacraient le corps du Christ ne prononçaient pas les paroles du canon de la messe. - Item, que quelques-uns [ne les prononçaient pas]. - Item, que la majorité [ne les prononçait pas].
Item, que ceux qui procédaient aux réceptions leur imposaient cela.
Item, qu'ils croyaient, et qu'il leur était dit que le grand maître pouvait les absoudre de leurs péchés. - Item, que le visiteur [pouvait le faire]. - Item, que les commandeurs [pouvaient le faire] bien que beaucoup fussent laïcs.
Item, qu'ils le faisaient de facto. - Item, que quelques-uns [le faisaient].
Item, que le grand maître dudit ordre avait confessé ceci devant d'éminentes personnes avant son arrestation.
Item, que pendant la réception des frères dudit ordre ou vers ce moment, soit celui qui recevait, soit celui qui était reçu était baisé sur la bouche, sur le nombril ou sur le ventre nu, et sur les fesses ou au bas de l'échine. - Item, [qu'ils étaient baisés] parfois sur le nombril. - Item, [qu'ils étaient baisés] parfois au bas de l'échine. - Item, [qu'ils étaient baisés] parfois sur le pénis.
Item, qu'ils faisaient jurer pendant la réception à ceux qu'ils recevaient de ne pas quitter l'ordre.
Item, qu'ils les considéraient aussitôt comme frères profès.
Item, que ces réceptions avaient lieu dans le secret.
Item, que personne n'était présent à l'exception des frères dudit ordre.
Item, qu'à cause de cela un violent soupçon s'était depuis longtemps fait jour contre ledit ordre.
Item, que cela se passait habituellement.
Item, qu'ils disaient à ceux qu'ils recevaient qu'ils pouvaient avoir des relations charnelles les uns avec les autres.
Item, qu'il leur était permis de le faire.
Item, qu'ils devaient s'y soumettre mutuellement et l'endurer.
Item, que ce n'était pas un péché pour eux.
Item, qu'ils le faisaient, ou beaucoup d'entre eux. - Item, que quelques-uns [le faisaient].
Item, que dans chaque province ils avaient des idoles, à savoir des têtes, dont certaines avaient trois visages, d'autres un seul, et d'autres encore un crâne humain.
Item, qu'ils adoraient ces idoles ou cette idole, notamment lors de leurs grands chapitres et assemblées.
Item, qu'ils [les] vénéraient.
Item, qu'[ils les vénéraient] comme Dieu.
Item, qu'[ils les vénéraient] comme leur Sauveur.
Item, que quelques-uns [les vénéraient].
Item, que la majorité de ceux qui assistaient aux chapitres [les vénéraient].
Item, qu'ils disaient que cette tête pouvait les sauver.
Item, qu'[elle pouvait] les rendre riches.
Item, qu'elle leur donnait toutes les richesses de l'ordre.
Item, qu'elle faisait fleurir les arbres.
Item, qu'[elle faisait] germer la terre.
Item, qu'ils ceignaient ou faisaient toucher à chaque tête desdites idoles de petites cordes dont ils se ceignaient par-dessus la chemise ou sur la peau.
Item, que lesdites cordes ou quelques longueurs en étaient données à chacun des frères pendant sa réception.
Item, qu'ils agissaient ainsi par vénération pour une idole.
Item, qu'il leur était prescrit de se ceindre de ces cordes comme il est exposé, et de les porter continuellement, même la nuit.
Item, que les frères dudit ordre étaient généralement reçus de ladite façon.
Item, qu'[elle était pratiquée] partout.
Item, qu'[elle était pratiquée] par la plupart.
Item, que ceux qui ne voulaient pas faire lesdites choses pendant leur réception ou après étaient tués ou emprisonnés.
Item, que quelques-uns [l'étaient].
Item, que la majorité [l'était].
Item, qu'il leur était prescrit sous serment de ne pas révéler lesdits faits.
Item, que [c'était] sous peine de mort ou de prison.
Item, qu'ils ne devaient pas révéler non plus la façon dont on les recevait.
Item, qu'ils ne devaient pas se permettre de parler de ces choses entre eux.
Item, que s'il s'avérait que certains avaient révélé [ceci], ils étaient punis de mort ou de prison.
Item, qu'il leur était prescrit de ne se confesser à personne qui ne soit frère de leur ordre.
Item, que lesdits frères de l'ordre, connaissant ces erreurs, négligèrent de les corriger.
Item, qu'ils négligèrent d'informer notre Sainte Mère l'Église.
Item, qu'ils n'abandonnèrent pas la pratique desdites erreurs ni la compagnie des frères, bien qu'ils eussent eu l'opportunité de l'abandonner et de le faire.
Item, que lesdites choses étaient commises et pratiquées outre-mer, là où séjournaient alors le grand maître et le chapitre dudit ordre.
Item, que ledit reniement du Christ avait parfois lieu en présence du grand maître et du chapitre susdit.
Item, que lesdites choses étaient commises et pratiquées à Chypre.
Item, qu'[elles avaient lieu] de ce côté-ci de la mer dans tous les royaumes et ailleurs, là où se déroulaient les réceptions desdits frères.
Item, que les dites choses étaient pratiquées dans tout l'ordre généralement et communément.
Item, qu'[elles étaient] pratiquées depuis longtemps et généralement. - Item, qu'[elles étaient] d'ancienne coutume. - Item, qu'[elles provenaient] des statuts dudit ordre.
Item, que lesdites observances, coutumes, ordonnances et statuts étaient pratiqués et observés dans tout l'ordre, au-delà et de ce côté-ci de la mer.
Item, que lesdites choses se trouvaient dans les coutumes de l'ordre, et avaient été instaurées par leurs erreurs après l'approbation du Saint-Siège.
Item, que les réceptions des frères dudit ordre étaient généralement faites de ladite façon dans tout l'ordre susdit.
Item, que le grand maître dudit ordre prescrivait que lesdites [choses] fussent ainsi pratiquées et faites. - Item, que les visiteurs [le prescrivaient]. - Item, que les commandeurs [le prescrivaient]. - Item, que les autres dignitaires dudit ordre [le prescrivaient].
Item, qu'eux-mêmes observaient ces pratiques et enseignaient qu'il fallait les observer et les respecter. Item, que d'autres [les observaient et enseignaient].
Item, que les frères ne pratiquaient aucun autre mode de réception dans ledit ordre.
Item, qu'aucun frère vivant de l'ordre n'a mémoire qu'un autre mode [de réception] ait été pratiqué de leur temps.
Item, que le grand maître, les visiteurs, les commandeurs et autres maîtres dudit ordre qui en avaient le pouvoir punissaient durement [ceux] qui ne pratiquaient pas et refusaient de pratiquer ledit mode de réception et les autres choses susdites, lorsqu'une plainte leur parvenait.
Item, que les dons charitables dudit ordre n'étaient pas faits comme ils auraient dû, ni l'hospitalité offerte.
Item, qu'ils ne tenaient pas pour péché que l'ordre acquière des propriétés appartenant à autrui par moyens légaux ou illégaux.
Item, qu'ils prêtaient serment d'accroître [les biens] et les bénéfices dudit ordre par n'importe quel moyen, légal ou non.
Item, qu'ils ne tenaient pas pour péché de commettre un parjure à cette fin.
Item, qu'ils avaient coutume de tenir leurs chapitres en secret.
Item, qu'[ils étaient tenus] secrètement, [au moment du] premier sommeil ou pendant la première veille de la nuit.
Item, qu'ils étaient tenus secrètement, car tout le reste de la familia était mis dehors et la maison fermée, puisqu'ils mettaient dehors toute la familia pendant les chapitres.
Item, qu'[ils étaient tenus] secrètement, car quand un chapitre avait lieu, ils s'enfermaient toutes portes de la maison ou de l'église où ils tenaient chapitre si bien clos que nul ne pouvait venir, accéder à eux ou s'approcher, ni voir ou entendre ce qu'ils faisaient ou disaient.
Item, qu'[ils étaient tenus] si secrètement qu'ils avaient coutume de placer un garde sur le toit de la maison ou de l'église où avait lieu le chapitre, au cas où quelqu'un approcherait de cet endroit.
Item, qu'ils observaient et avaient coutume d'observer un secret analogue à celui tenu pendant la réception des frères.
Item, que cette erreur fleurit et a longtemps été florissante dans l'ordre, selon laquelle ils pensent, et ont pensé autrefois, que le grand maître peut absoudre les frères de leurs péchés.
Item, qu'une très grande erreur fleurit et a fleuri dans l'ordre, d'après laquelle ils tiennent et ont tenu dans le passé que le grand maître peut absoudre les frères dans l'ordre de leurs péchés, même non confessés, qu'ils omettent de confesser en raison de quelque honte ou peur de la pénitence qui leur serait prescrite ou infligée.
Item, que le grand maître a spontanément confessé cesdites erreurs avant l'arrestation, en présence d'ecclésiastiques et de laïcs dignes de foi.
Item, que la plupart des commandeurs de l'ordre étaient présents.
Item, qu'ils tenaient et avaient tenu lesdites erreurs en raison des opinions et croyances du grand maître, mais aussi d'autres commandeurs et notamment des principaux visiteurs de l'ordre.
Item, que quoi que fît, ordonnât ou établît le grand maître, notamment avec son chapitre, devait être respecté et observé dans tout l'ordre, et l'était effectivement.
Item, que ce pouvoir lui appartenait et avait résidé en lui depuis longtemps.
Item, que lesdites habitudes dépravées et erreurs duraient depuis si longtemps que l'ordre avait pu se renouveler totalement en hommes une ou deux fois voire plus depuis l'introduction et l'observation desdites erreurs.
Item, que.. tout, ou les deux tiers de l'ordre, ayant connaissance desdites erreurs, négligea de les corriger.
Item, qu'ils négligèrent d'informer notre Sainte Mère l'Église.
Item, qu'ils n'abandonnèrent pas l'observance desdites erreurs ni la compagnie desdites frères, bien qu'ils eussent l'opportunité de l'abandonner et de faire ladite [chose].
Item, que beaucoup de frères dudit ordre le quittèrent à cause de ses abominations et de ses erreurs, certains passant à un autre ordre et d'autres demeurant dans la vie séculière.
Item, qu'en raison de chacune desdites [fautes], de grands scandales se sont élevés contre l'ordre dans le cœur de hauts personnages, et même de rois et de princes, et ont fait souche dans le peuple chrétien presque tout entier.
Item, que tous et chacun des [faits] susdits étaient connus et manifestes chez les frères dudit ordre.
Item, que concernant ces choses il existe une rumeur publique, une opinion commune et une réputation tant chez les frères de l'ordre qu'à l'extérieur. - Item, qu'elle concerne la majorité des susdits. - Item, qu'elle concerne quelques-uns.
Item, que le grand maître de l'ordre, le visiteur et les grands commandeurs de Chypre, de Normandie et de Poitou, ainsi que de nombreux autres commandeurs et quelques autres frères dudit ordre, ont confessé ce qui est mentionné ci-dessus, tant au cours de l'enquête judiciaire qu'en dehors, en présence de personnes officielles ainsi qu'en public en maints endroits.
Item, que quelques frères dudit ordre, tant prêtres que chevaliers et autres, ont confessé lesdites, ou une grande part desdites erreurs en présence de notre seigneur pape et des seigneurs cardinaux.
Item, qu'[ils ont confessé] sous la foi du serment par eux prêté.
Item, qu'ils ont même reconnu lesdits [faits] en plein consistoire.